# Bodianus izuensis
Bodianus izuensis là một loài cá biển thuộc chi Bodianus trong họ Cá bàng chài. Loài này được mô tả lần đầu tiên vào năm 1975.

## Từ nguyên
Từ định danh được đặt theo tên của bán đảo Izu và Công viên Đại dương Izu (thuộc tỉnh Shizuoka, Nhật Bản), nơi mẫu định danh được thu thập.

## Phạm vi phân bố và môi trường sống
B. izuensis được ghi nhận rải rác tại một số vị trí ở khu vực Tây Thái Bình Dương, bao gồm vùng biển phía nam Nhật Bản trải dài đến đảo Đài Loan; Palau; phía đông nam Papua New Guinea; Nouvelle-Calédonie; bờ biển bang New South Wales (Úc). Loài này cũng đã được ghi nhận thêm ở phía bắc đảo Sulawesi (Indonesia), rạn san hô Great Barrier và Philippines.
B. izuensis được quan sát và thu thập ở độ sâu khoảng từ 20 đến ít nhất là 70 m, nhưng ở rạn san hô Great Barrier, loài này đã được ghi nhận ở độ sâu khoảng 98–105 m.

## Mô tả
B. izuensis có chiều dài cơ thể tối đa được ghi nhận là gần 10 cm. Cá con màu trắng với 3 dải sọc ngang màu đen có viền đỏ (sọc dưới cùng có màu nâu đỏ ở gần gốc vây ngực). Cá trưởng thành có màu trắng hoặc màu vàng; sọc đen dưới cùng mờ dần khi lớn lên. Có một đốm đen lớn trên nắp mang. Các vây màu vàng nâu.
Số gai ở vây lưng: 12; Số tia vây ở vây lưng: 9–10; Số gai ở vây hậu môn: 3; Số tia vây ở vây hậu môn: 12; Số tia vây ở vây ngực: 16–17.

### Trích dẫn
- Martin F. Gomon (2006). "A revision of the labrid fish genus Bodianus with descriptions of eight new species" (PDF). Records of the Australian Museum, Supplement. Quyển 30. tr. 1–133. ISSN 0812-7387.